# Величкин, Виктор Анатольевич
Виктор Анатольевич Величкин (род. 21 апреля 1938) — советский хоккеист, нападающий.
В чемпионате СССР дебютировал в сезоне 1956/57 в составе московского «Локомотива». Выступал за команду в течение десяти лет. В сезонах 1966/67 — 1970/71 играл за команду классом ниже «Торпедо» Усть-Каменогорск, в сезоне 1969/70 также был помощником тренера.